# Златна праћка
Златна праћка је југословенски филм снимљен 1967. године. Сценарио и режију је радио Радивоје Лола Ђукић.

## Радња
Средином прошлог века једна група сељака с Космаја креће у свет да нађу неку земљу у којој нема буна и ратова, у којој се мирно живи и ради. Тако стижу у Хепи Таун, полунапуштени град на Дивљем Западу.
Филм није пародија на вестерн, већ комедија нарави, ситуација у којој се сукобљавају два схватања, два начина живота људи из малог српског села са становницима америчког запада.

## Улоге
| Глумац                 | Улога                       |
| ---------------------- | --------------------------- |
| Миодраг Петровић Чкаља | Сибин                       |
| Вера Илић              | Џули                        |
| Ђокица Милаковић       | Дебели Сам                  |
| Радмило Ћурчић         | Лаки                        |
| Миодраг Поповић        | Креза                       |
| Драгутин Добричанин    | Блеки                       |
| Богић Бошковић         | Смоки                       |
| Михајло Викторовић     | шериф                       |
| Бата Паскаљевић        | Бил                         |
| Жељка Рајнер           | певачица                    |
| Миливоје Томић         | судија                      |
| Драган Оцокољић        | власник салуна              |
| Павле Минчић           | пијаниста                   |
| Љубиша Бачић           | бармен                      |
| Душан Крцун Ђорђевић   | путник (као Крцун Ђорђевић) |
| Жика Миленковић        | поп Симеон                  |
| Милутин Татић          | ђак                         |
| Даница Аћимац          | Станија                     |
| Љубица Секулић         | Станијина мајка             |
| Зоран Лонгиновић       | Мита Ћора, ковач            |
| Радослав Павловић      | Жика Намћор, коњушар        |
| Душан Кандић           | Дугачки Џо, први муж        |
| Слободан Стојановић    | Кратки Џим, други муж       |
| Милан Панић            | трећи муж                   |
| Александар Стојковић   | четврти муж                 |
| Бранислав Миленковић   | пети муж                    |
| Тома Курузовић         | седми муж                   |